# Griffith Peak
Der Griffith Peak ist ein 1800 m hoher und felsiger Berg im westantarktischen Marie-Byrd-Land. In den Horlick Mountains ragt er in der westlichen Wisconsin Range an der Nordseite der Mündung des Hueneme-Gletschers in den Reedy-Gletscher auf.
Der United States Geological Survey kartierte ihn anhand eigener Vermessungen und mithilfe von Luftaufnahmen der United States Navy aus den Jahren von 1960 bis 1964. Das Advisory Committee on Antarctic Names benannte ihn 1967 nach Raymond E. Griffith, Koch auf der Byrd-Station im antarktischen Winter 1961 und 1963.